# PULSATE
PULSATE è il quarto album in studio e quinto album in totale degli indigo la End, pubblicato il 18 luglio 2018 da unBORDE.

## Tracce
Testi e musiche di Enon Kawatani.
1. 蒼糸 (Aoi ito?) – 4:54
2. 煙恋 (Kemuri koi?) – 4:57
3. ハルの言うとおり (Haru no iutōri?) – 4:27
4. Play Back End Roll – 5:24
5. 星になった心臓 (Hoshi ni natta shinzō?) – 4:11
6. 雫に恋して (Remix by HVNS) (Shizuku ni koishite (Remix by HVNS)?) – 5:10
7. 冬夜のマジック (Fuyuyo no majikku?) – 4:17
8. Unpublished manuscript – 7:54
9. 魅せ者 (Mise-sha?) – 4:35
10. プレイバック (Remix by Metome) (Pureibakku (Remix by Metome)?) – 5:05
11. 1988 – 3:54